# Cofidis

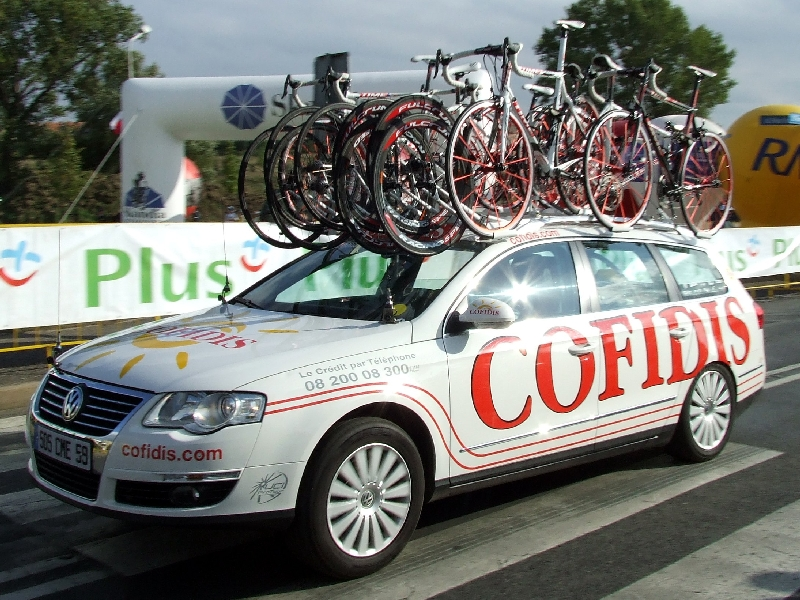
En av Cofidis servicebilar.

Cofidis, le Crédit Par Téléphone (COF) är ett franskt cykelstall som mellan 2005 och 2009 tillhörde UCI ProTour. Men i september 2009 beslutade UCI att licensen inte skulle förnyas.
Laget startade 1996 med kreditföretaget Cofidis som sponsor, av tränare Cyrille Guimard till Bernard Hinault, Greg LeMond och Laurent Fignon. Stallet och sponsorn har sedan dess fortsatt trots problem som dopningsskandaler.

## Historia

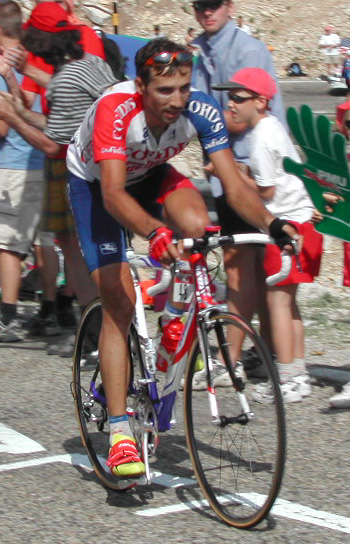
David Moncoutié under Tour de France 2002.

### 1996–2003
Cyrille Guimard startade laget år 1996 och blev klara för tävling i början av 1997. Under sitt första år visade laget stor ambition och rekryterade flera framstående cyklister. Några förvärv var Maurizio Fondriest, Lance Armstrong och Tony Rominger. Lance Armstrong, som tidigare hade tävlat för Motorola, var tänkt som ledare för etapplopp men blev senare sjuk i cancer och lämnade laget. Under det franska etapploppet Tour de France bröt Tony Rominger nyckelbenet i en krasch under den fjärde etappen. Philippe Gaumont vann Gent-Wevelgem, Nicolas Jalabert tog hem Coupe de France och Laurent Desbiens vann en etapp i Tour de France.
År 1998 förändrades ledningen i Cofidis. Cyrille Guimard valde att lämna och ersattes av Bernard Quilfen. Laget kontrakterade Francesco Casagrande som vann Clasica San Sebastian, men efter att ha testat positivt för testosteron under både Giro del Trentino och Romandiet runt blev han avstängd i sex månader och avstängningen förlängdes sedan ytterligare tre månader. Eftersom nyheten om Casagrandes positiva test kom medan han cyklade Tour de France 1998, saknade Cofidis-stallet plötsligt en ledare. Bobby Julich slutade på tredje plats i upplagan och förde laget till rampljuset. Det året slutade Cofidis som bästa laget i Tour de France. Christophe Rinero slutade på fjärde plats och blev utnämnd till tävlingens bästa klättrare. Roland Meier slutade på sjunde plats.
Följande år önskade Cofidis rekrytera flera belgiska klassikerspecialister, däribland Nico Mattan, Peter Farazijn och Frank Vandenbroucke. Den senare vann Liège-Bastogne-Liège, Het Volk och två etapper på Vuelta a España, men snart började han få problem. Han valde att avstå från Gent-Wevelgem och några veckor senare greps han tillsammans med 15 andra misstänkta för att vara kund hos läkaren Bernard Sainz. Cofidis valde att stämma Vandenbroucke med anledning av dopningsmisstankarna och stängde av honom i flera veckor. I början av år 2000 skadade han handleden och tävlade knappt under året. Han flyttade till ett nytt stall inför säsongen 2001.
Flera år utan större resultat följde när både Julich och Vandenbroucke bytte cykelstall. De belgiska cyklisterna Nico Mattan, Chris Peers, Peter Farazijn och Jo Planckaert stannade men trots fina resultat lyckades de inte vinna särskilt mycket under åren. Cofidis började betala sina cyklister efter vad de hade presterat och hur många poäng de hade fått i världsrankingen av Union Cycliste Internationale. När lagets stjärna David Millar kritiserade poängsystemet valde stalledningen att ta bort det.
David Millar vann prologen i Tour de France 2000 och bar den gula ledartröjan under tre etapper. David Moncoutié slutade på andra plats i Tour de l'Avenir.
Cofidis-stallet hade några bra år när de slutade på sjätte plats i UCI:s lagranking 2002. De tog sjunde plats år 2001 och 2003. Nico Mattan segrade i GP Plouay 2001, Andrej Kivilev tog fjärde plats i Tour de France det året, men det fanns andra framgångar också, såsom David Moncouties 13:e plats i Tour de France 2002 och David Millars etappsegrar i Vuelta a España och Tour de France. I slutet av säsongen 2003 blev David Millar världsmästare i linjelopp. Men säsongen 2003 var också ett sorgligt år för stallet när Andrei Kivilev dog efter att ha kraschat under Paris-Nice.

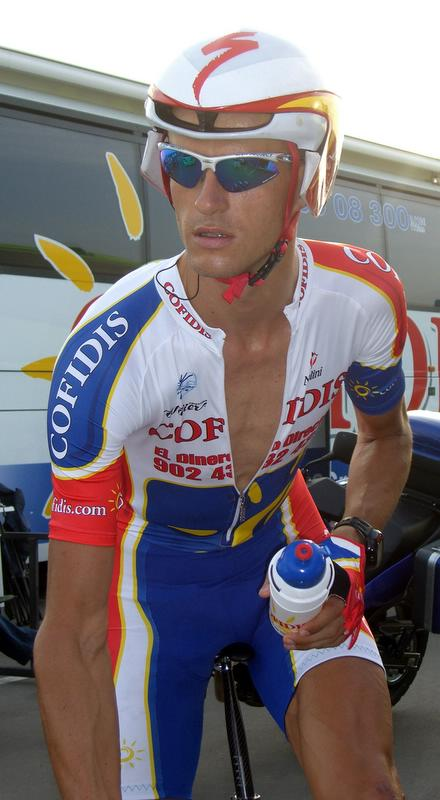
Geoffroy Lequatre.

### 2004–2007
År 2004 hade Cofidis tre världsmästare i laget – Igor Astarloa i linjelopp, David Millar i tempolopp och Laurent Gane på bana. De kontrakterade också Stuart O'Grady för att han skulle vinna tävlingar för stallet. Cofidis sattes inför problem det året när stjärnan i laget, David Millar, som hade vunnit världsmästerskapen i tempolopp 2003, erkände dopinganvändning. Även andra cyklister, Massimiliano Lelli, Philippe Gaumont, Robert Sassone, Médéric Clain, Marek Rutkiewicz och Daniel Majewski blev dopinganklagade. Även Cedric Vasseur blev anklagad men friad från misstakankar. Stallet valde att sparka de övriga cyklisterna som blivit anklagade och lagets manager Alain Bondue, som var silvermedaljör i Olympiska sommarspelen 1980, för inblandning i dopningshärvan. Bondue blev temporärt ersatt av Francis Van Londersele. Händelsen fick den dåvarande världsmästaren Igor Astarloa att byta stall till Lampre. Cofidis valde att sluta tävla tills situationen var utredd, och efteråt fortsatte de tävla men de riktade också in sig på att få bort dopingstämpeln från stallets namn. De återvände till Tour de France 2004, där Stuart O'Grady och David Moncoutié vann etapper. Moncoutié tog sin på Frankrikes nationaldag. Stuart O'Grady vann också två etapper i Dauphiné Libéré och Hew Cyclassics.
Cofidis-stallet och den nya chefen, Eric Boyer, lade fram en ny policy i laget som innebar att de skulle gå i spetsen i kampen mot dopning, vilket inkluderade interna kontroller och mindre tryck på cyklisterna för att ta UCI-poäng. Samma år byttes världscupen ut mot det nya UCI ProTour och Cofidis blev inbjudna till den nya ligan. David Moncoutié vann återigen en etapp på Tour de France på den franska nationaldagen - vilket blev den enda etappsegern av en fransk cyklist under tävlingen. Efter säsongen 2005 valde stallets cyklist Stuart O'Grady att lämna laget. Cédric Vasseur och Matthew White försvann också från laguppställningen. I början av säsongen 2006 vann Arnaud Coyot den franska tävlingen Classic Haribo. Cofidis vann också den första etappen i Tour de France 2006 med Jimmy Casper i en rörig spurt.
Inför säsongen 2007 kontrakterade laget belgarna Nick Nuyens och Kevin De Weert från Quick Step-Innergetic. Stallet slutförde inte Tour de France 2007 efter att deras italienska cyklist Christian Moreni erkände att han hade använt testosteron som återhämtningsmedel. Cofidis tävlade inte på två veckor eftersom de ville reda ut dopningsfallet.

### 2008–2012
Sylvain Chavanel vann en etapp på Tour de France 2008 och bestämde sig sedan för att lämna laget för att kunna ansluta sig till Quick Step. Moncoutié vann en etapp och bergstävlingen på Vuelta a España 2008. 
I det spanska etapploppet 2009 vann Moncoutié återigen bergstävlingen och en etapp, men utöver det var säsongen en besvikelse för Cofidis-stallet. De förlorade sin ProTour-licens och fick köra som ett UCI Professional Continental-stall. Rein Taaramäe blev stallets bäst placerade cyklist i UCI-rankingen efter att ha vunnit fyra av lagets 15 segrar under året.
Cofidis slutade säsongen 2010 som världens 20:e bästa lag och slutade på fjärde plats i UCI Europe Tour och UCI Africa Tour. Stallet blev inbjudet till alla tre Grand Tours - Giro d'Italia, Tour de France och Vuelta a España. Moncoutié vann bergstävlingen i Vuelta a España för tredje gången och den colombianska spurtaren Leonardo Duque vann Coupe de France. Rein Taaramae slutade trea i Katalonien runt och slutade på åttonde plats i Paris-Nice.
David Moncoutié blev vinnare av bergstävlingen i Vuelta a España för fjärde gången under säsongen 2011. Under året vann han också Tour Méditerranéen och Tour de l'Ain, plus en etapp i Vuelta a España. Den franska spurtaren Samuel Dumoulin tog sex vinster under säsongen. 24 segrar totalt tog Cofidis-cyklisterna under säsongen.
Sponsorn Cofidis valde att förlänga sitt kontrakt med det franska cykelstallet fram till 2016. Ett av målen för framtiden var att återvända till UCI ProTour, eller WorldTour som det bytte namn till. Under säsongen 2012 vann Rémy Di Gregorio en etapp i Vuelta a Astuarias och Samuel Dumoulin tog segern i GP d'Ouverture la Marseillaise.

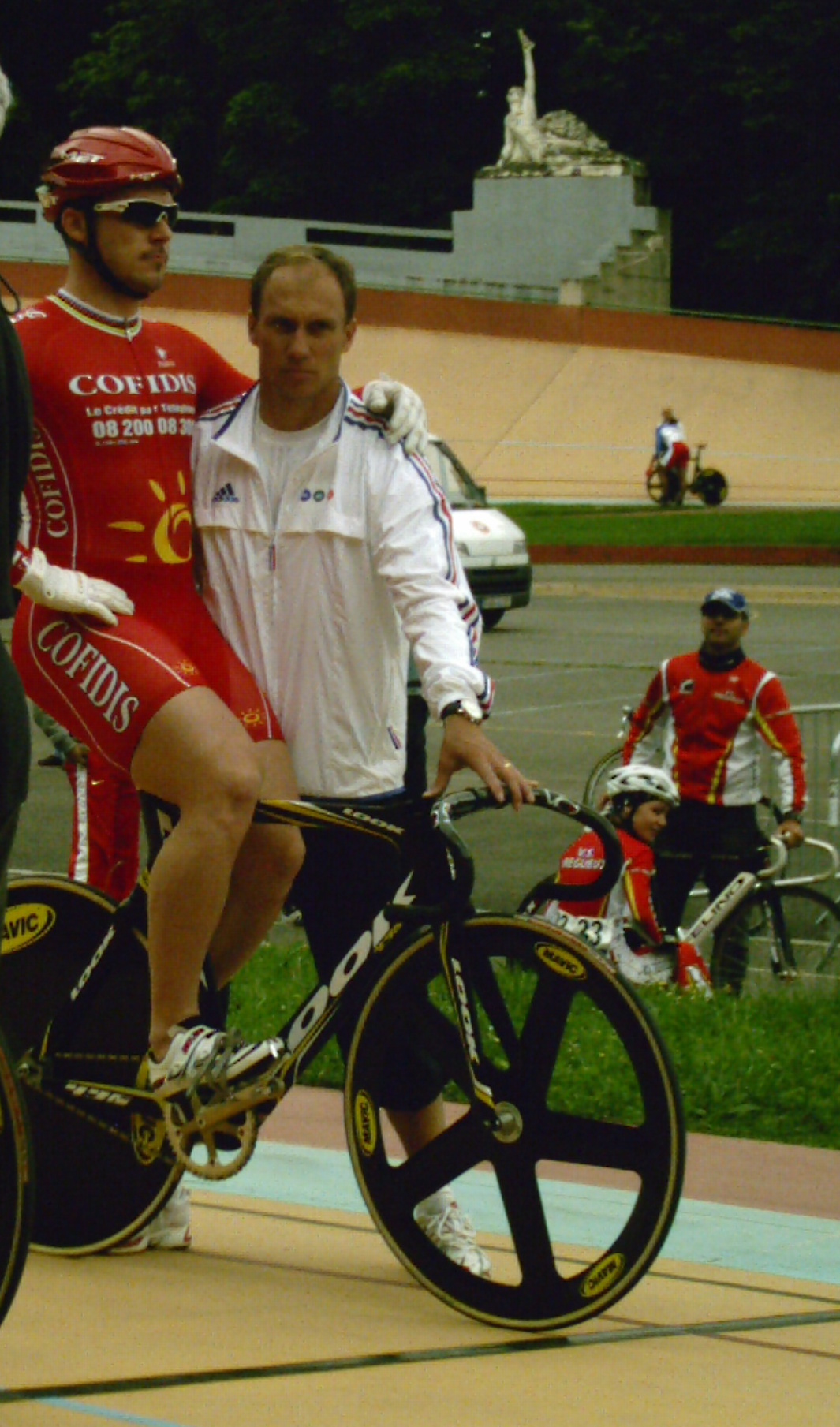
Arnaud Tournant.

## Bancykling
Inom Cofidisstallet fanns också en fristående grupp med bancyklister som var registrerat som eget lag hos det Internationella cykelförbundet. Mellan 1997 och 2008 hade Cofidis vunnit fjorton världsmästerskap och guldmedaljer i Olympiska spelen. Guldmedaljerna togs av Laurent Gane, Vincent Quellec, Mickaël Bourgain, Robert Sassone, Jerome Neuville, Stuart O'Grady och Bradley Wiggins. Efter säsongen 2010 lades bancykelsatsningen ned. Bara en cyklist, Kevin Sireau, fick fortsatt stöd av sponsorn fram till de Olympiska sommarspelen 2012 i London.

## Handikappidrott
Sedan 1998 sponsrar Cofidis den paralympiska mästaren från 2004 och 2008, Laurent Thirionet. Under året 2010 skapade Cofidis en del i laget som var inriktad på cykelsport för personer med funktionsnedsättning. Jerome Lambert (LC3) och synskadade Arnaud Grandjean (tandem) som cyklar tillsammans med den seende Julien Hervio (tandem), var med i laget under det första året. År 2011 förstärktes det med Jeremy Crépelière (MC4). Under 2012 var sex cyklister del av laget: Johan Ballatore (MC5), Kris Bosmans (MC3), Julien Grandjean och Arnaud Hervio (tandem), Jerome Lambert och Laurent Thirionet (MC2).